# Oratorio della Santissima Trinità (Busseto)
L'oratorio della Santissima Trinità è un luogo di culto cattolico dalle forme rinascimentali e rococò situato in via Pietro Balestra 20 a Busseto, in provincia di Parma e diocesi di Fidenza, in adiacenza alla collegiata di San Bartolomeo Apostolo, di cui è sussidiaria; fa parte del vicariato della Bassa Parmense.

## Storia

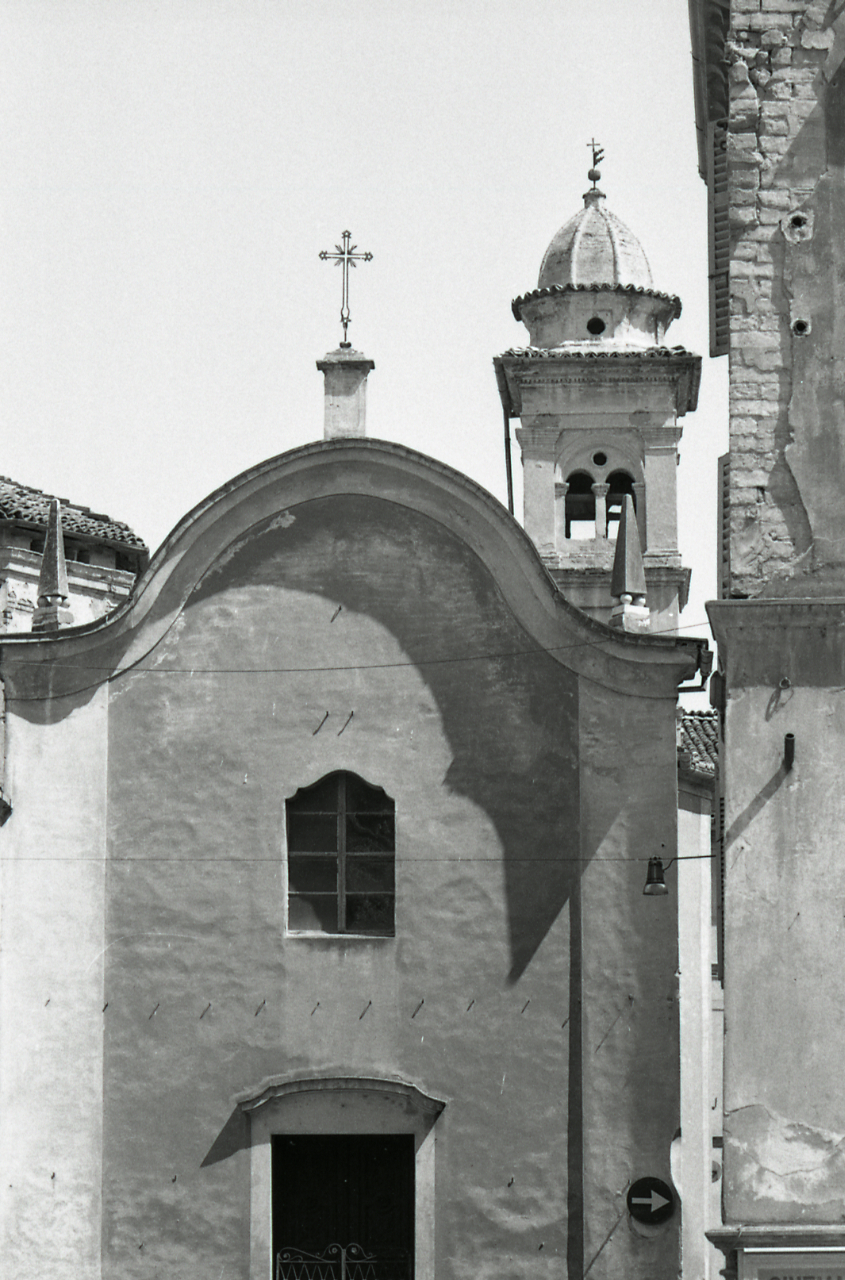
L'esterno dell'oratorio con la torre campanaria in una foto di Paolo Monti del 1976

L'oratorio fu innalzato in continuità con la collegiata di San Bartolomeo Apostolo tra il XIV ed il XV secolo; fu inizialmente dedicato al beato Rolando de' Medici, anacoreta vissuto per 26 anni nei boschi di Bargone, non lontano da Salsomaggiore Terme, e scomparso nei pressi del castello nel 1386.
Nel 1464 il marchese Giovan Lodovico Pallavicino fece posizionare sulle spoglie del beato, all'epoca conservate su un lato dell'oratorio, una lapide in marmo bianco, incisa con un bassorilievo raffigurante Rolando de' Medici e, accanto, lo stemma dei Pallavicino.
Nel 1477 l'oratorio cambiò denominazione nell'attuale, in quanto fu concesso in uso alla confraternita della Santissima Trinità.
Tra il 1766 e il 1770 gli interni furono completamente ristrutturati in stile rococò, con l'aggiunta di stucchi, statue e altre decorazioni, a opera probabilmente degli artisti che pochi anni prima avevano ornato l'adiacente collegiata.
Nell'oratorio, davanti all'altare della Beata Vergine del Carmine, il 4 maggio del 1836 si unirono in matrimonio il maestro Giuseppe Verdi e Margherita Barezzi, sua prima moglie.

## Descrizione

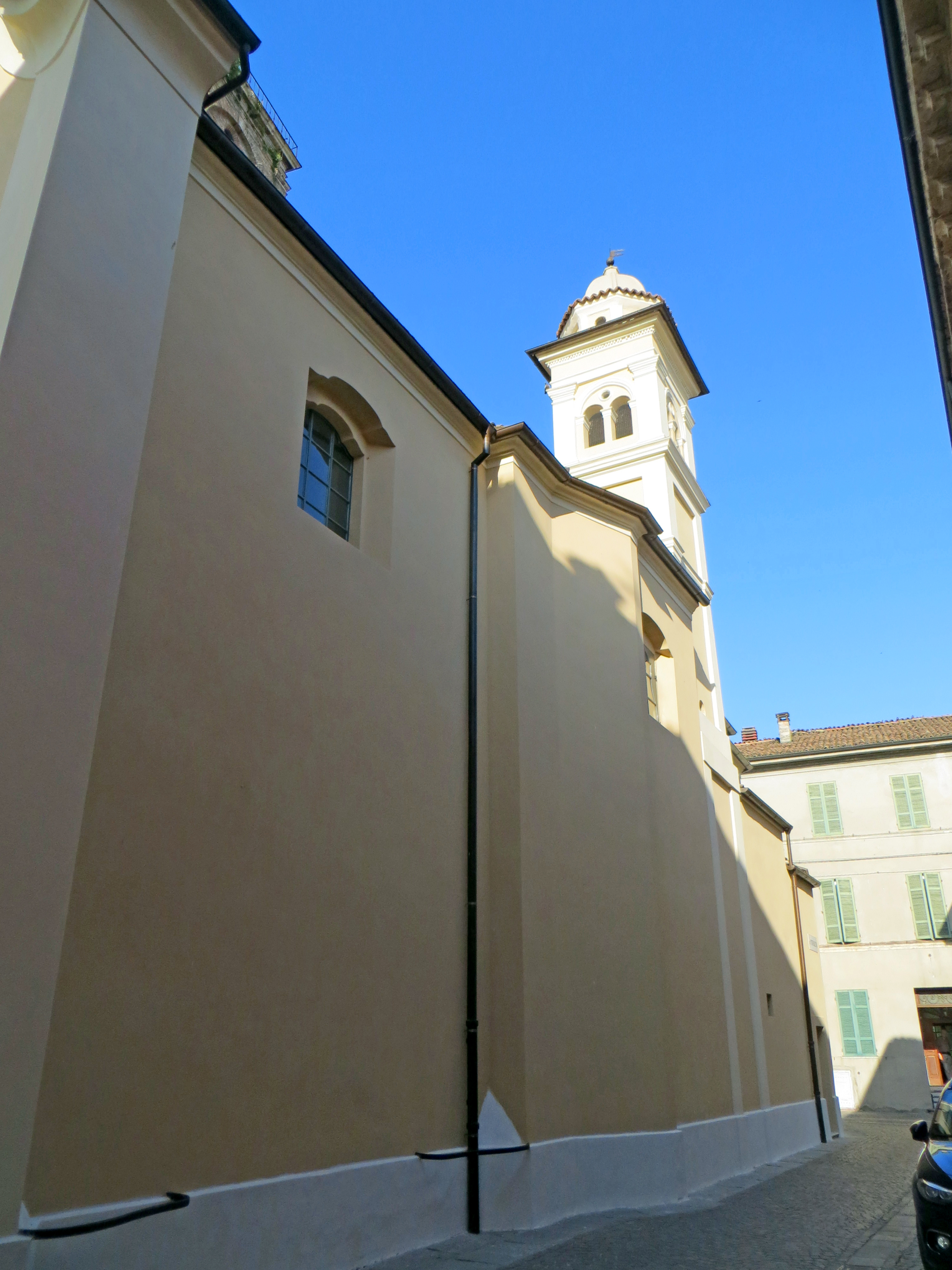
Lato sud e campanile

La piccola chiesa si sviluppa su un'unica navata, allungandosi sul lato destro della collegiata di San Bartolomeo Apostolo, con cui è comunicante.
La stretta facciata è caratterizzata dal portale d'ingresso centrale, con porta intagliata nel 1794 dall'artista soragnese Francesco Galli; ai lati si innalzano due lesene in leggero aggetto, mentre a coronamento si eleva una cornice ad andamento curvilineo, alle cui estremità sono posizionati due piccoli pinnacoli.
All'interno la navata è decorata in stile rococò con lesene, stucchi, cornici e quattro nicchie ai lati; queste ultime, realizzate intorno al 1800, ospitano altrettante statue dei Padri della Chiesa, realizzate all'epoca dall'artista parmense Bernardo Collini.
Sulla destra dell'ingresso è ancora presente un affresco raffigurante la Madonna col Bambino, risalente alla prima metà del XV secolo. Sul lato opposto, è invece collocato un reliquiario dorato e laccato, che, intagliato in stile barocco intorno alla metà del XVII secolo, in origine era posizionato nella quinta cappella di sinistra dell'attigua collegiata. Sopra di esso è appeso un olio rappresentante San Biagio cresimante, dipinto da Giuseppe Bravi nel 1885.
Il presbiterio ospita il pregevole altare in marmi policromi, realizzato nel 1749, in concomitanza con la traslazione delle spoglie del beato Rolando de' Medici in un'arca marmorea collocata sul retro dell'altare stesso, unitamente alla lapide donata da Giovan Lodovico Pallavicino. La grande pala sul fondo, posizionata all'interno di una scenografica cornice rococò in stucco, fu dipinta nel 1579 dal pittore Vincenzo Campi, che vi raffigurò la Santissima Trinità con le Sante Apollonia e Lucia. Al di sotto, il coro ligneo fu intagliato da Vincenzo Biazzi nella prima metà del XVIII secolo.
Sull'altare laterale di destra, dedicato a san Nicola di Bari, campeggia un grande olio raffigurante San Nicola che resuscita i tre bimbi, dipinto da Carlo Angelo Dal Verme tra il 1784 e il 1785. Di fronte, sull'altare del 1589 dedicato alla Beata Vergine del Carmine, è collocata in una grande nicchia ornata con stucchi rococò una statua lignea rappresentante la Madonna col Bambino, realizzata da Giuseppe Febbrari tra il 1766 ed il 1770.